# 민족사관고등학교
민족사관고등학교(民族史觀高等學校)는 대한민국 강원특별자치도 횡성군 안흥면 소사리에 있는 자율형 사립 고등학교이다.

## 학교 연혁
- 1993년 4월 16일 : 학교법인 명재학원 및 학교 설립계획 승인
- 1995년 3월 1일 : 개교준비위원회 구성, 초대 교장 이규철 취임
- 1995년 10월 16일 : 민족사관고등학교 설립인가
- 1996년 3월 1일 : 민족사관고등학교 개교 및 제1회 입학식(30명)
- 1996년 12월 22일 : 체육교육관 준공
- 1997년 10월 11일 : 다산관 준공
- 1997년 11월 6일 : 민족사관국제고 인가
- 1999년 2월 7일 : 제1회 졸업식
- 1999년 8월 16일 : 민족사관고등학교 국제계열 인가
- 1999년 12월 15일 : 기숙사 신관 준공
- 2001년 10월 20일 : 자립형 사립고등학교 시범 운영 학교 지정
- 2003년 12월 24일 : 민족사관고등학교 부설 국제교육연구소, 영재교육연구소, 민족교육연구소 개소
- 2010년 3월 1일 : 학급수 및 학생 정원 증원(학년당 10학급 150명에서 학년당 11학급 165명으로 증원)
- 2010년 6월 30일 : 자립형 사립 고등학교에서 자율형 사립 고등학교로 전환
- 2013년 11월 13일 : 여학생 기숙사(소사관) 준공 (5층까지 중간 마무리)
- 2018년 2월 13일 : 제20회 졸업식 (144명, 누계 2,201명)
- 2019년 3월 1일 : 제8대 교장 한만위 취임
- 2023년 2월 11일 : 제25회 졸업식(150명)
- 2023년 3월 10일 : 제28회 입학식(157명)

## 참고 자료
- 민족사관고등학교 - 한국교육학술정보원 학교알리미